# Supercopa de España de Baloncesto
De Supercopa de España de Baloncesto is een Spaanse bokaal in het basketbal die in 1984 voor het eerst werd georganiseerd door de Spaanse basketbalbond, de Liga ACB. De naam Supercopa de España wordt in Spanje in meerdere takken van sport uitgereikt aan de winnaars van de nationale bekertoernooien en is ook de benaming voor deze toernooien zelf. 

## Winnaars Supercopa de España
| Jaar    | Plaats                     | Winnaar                       | Uitslag  | Tegenstander               |
| ------- | -------------------------- | ----------------------------- | -------- | -------------------------- |
| 1984-85 | L'Alcora                   | Real Madrid                   | 101 - 61 | CAI Zaragoza               |
| 1985-86 | Valladolid                 | Ron Negrita Joventut Badalona | 104 - 91 | Real Madrid                |
| 1986-87 | A Coruña                   | Ron Negrita Joventut Badalona | 74 - 67  | Real Madrid                |
| 1987-88 | Vigo                       | FC Barcelona                  | 91 - 88  | Ram Joventut Badalona      |
| 2004    | Málaga                     | FC Barcelona                  | 76 - 75  | Real Madrid                |
| 2005    | Granada                    | Tau Cerámica                  | 61 - 55  | CB Granada                 |
| 2006    | Málaga                     | Tau Cerámica                  | 83 - 78  | Unicaja Málaga             |
| 2007    | Bilbao                     | Tau Cerámica                  | 85 - 73  | iurbentia Bilbao Basket    |
| 2008    | Zaragoza                   | Tau Cerámica                  | 86 - 85  | CAI Zaragoza               |
| 2009    | Las Palmas                 | Regal FC Barcelona            | 86 - 82  | Real Madrid                |
| 2010    | Vitoria-Gasteiz            | Regal FC Barcelona            | 83 - 63  | Power Electronics Valencia |
| 2011    | Bilbao                     | FC Barcelona Regal            | 82 - 73  | Caja Laboral               |
| 2012    | Zaragoza                   | Real Madrid                   | 95 - 84  | FC Barcelona Regal         |
| 2013    | Vitoria-Gasteiz            | Real Madrid                   | 83 - 79  | FC Barcelona               |
| 2014    | Vitoria-Gasteiz            | Real Madrid                   | 99 - 78  | FC Barcelona               |
| 2015    | Málaga                     | FC Barcelona Lassa            | 80 - 62  | Unicaja Málaga             |
| 2016    | Vitoria-Gasteiz            | Herbalife Gran Canaria        | 79 - 59  | FC Barcelona Lassa         |
| 2017    | Las Palmas                 | Valencia BC                   | 69 - 63  | Herbalife Gran Canaria     |
| 2018    | Santiago de Compostella    | Real Madrid                   | 80 - 73  | Kirolbet Baskonia          |
| 2019    | Madrid                     | Real Madrid                   | 89 - 79  | FC Barcelona               |
| 2020    | San Cristóbal de La Laguna | Real Madrid                   | 72 - 67  | FC Barcelona               |
| 2021    | San Cristóbal de La Laguna | Real Madrid                   | 88 - 83  | FC Barcelona               |
| 2022    | Sevilla                    | Real Madrid                   | 89 - 83  | FC Barcelona               |
| 2023    | Murcia                     | Real Madrid                   | 88 - 81  | Unicaja Málaga             |
| 2024    | Murcia                     | Unicaja Málaga                | 90 - 80  | Real Madrid                |